# الجامعة العالمية للعلوم الإسلامية
الجامعة العالمية للعلوم الإسلامية هي جامعة إسلامية تاسست عام 1987 م في لندن.

## تاسيس الجامعة
في عام 1987 م أسس المركز العالمي للأبحاث الفنية (الجامعة التكنولوجية العالمية) مع منظمة اليونسكو وتمكن من التغلب على صعوبات التعليم التقني في المستوى العالمي، وبعد ذلك قام بدراسة مقومات التعليم الجامعي الإسلامي في المستوى العالمي مستلهماً من المراكز الأكاديمية خبرتها العميقة، وطريقة تلافي جميع المشاكل واجتياز جميع العقبات التي تعترض استمرار الطالب في الدراسات العليا، وفي نفس الوقت له أن يستوعب معظم الحسنات الموجودة في الدراسات الكلاسيكية الحديثة بالإضافة إلى الأصالة الفكرية والغزارة العلمية الموجودة في الدراسات الحوزوية.
فكانت النتيجة صياغة أسلوب جديد من التعليم الجامعي يمتاز عن أسلوب الدراسة بالانتساب - وهو الأسلوب المتبع في الجامعات الحرة - برقي المستوى وسهولـة اسـتـيعـاب الدروس من قِـبل الطالـب، ويمـتـاز عن الدراسـة الجـامعـيـة المباشرة - وهو الأسـلوب المتبع في الجـامـعـات الفعلية في العالم - بسهولة الانتماء وقـلـّة الكلفة الدراسيـة، مضافاً إلى عدم تـعـارض الاستمرار في الدراسات العليا مع العمل اليومي للطالب.
إنّ هذا الأسلوب يجسد حاجة مئات الألوف من الطلاّب الراغبين في دراسة العلوم الإسلامية في شتّى بقاع العالم. ولذا، وتمشياً مع الواجب الإنساني الإسلامي الذي يدعو إلى تقديم العون الثقافي والعلمي إلى جميع المتعطشين للمعرفة الصحيحة تأسّست (الجامعة العالمية للعلوم الإسلامية) في سنة 1409 هـ - 1988م لتغطي هذه الحاجة الماسة وتملأ فراغاً كبيراً في الحوزات العلمية الإسلامية الغنية بالثروة الأكاديمية والتراث العريق.